# نيكا ميليا

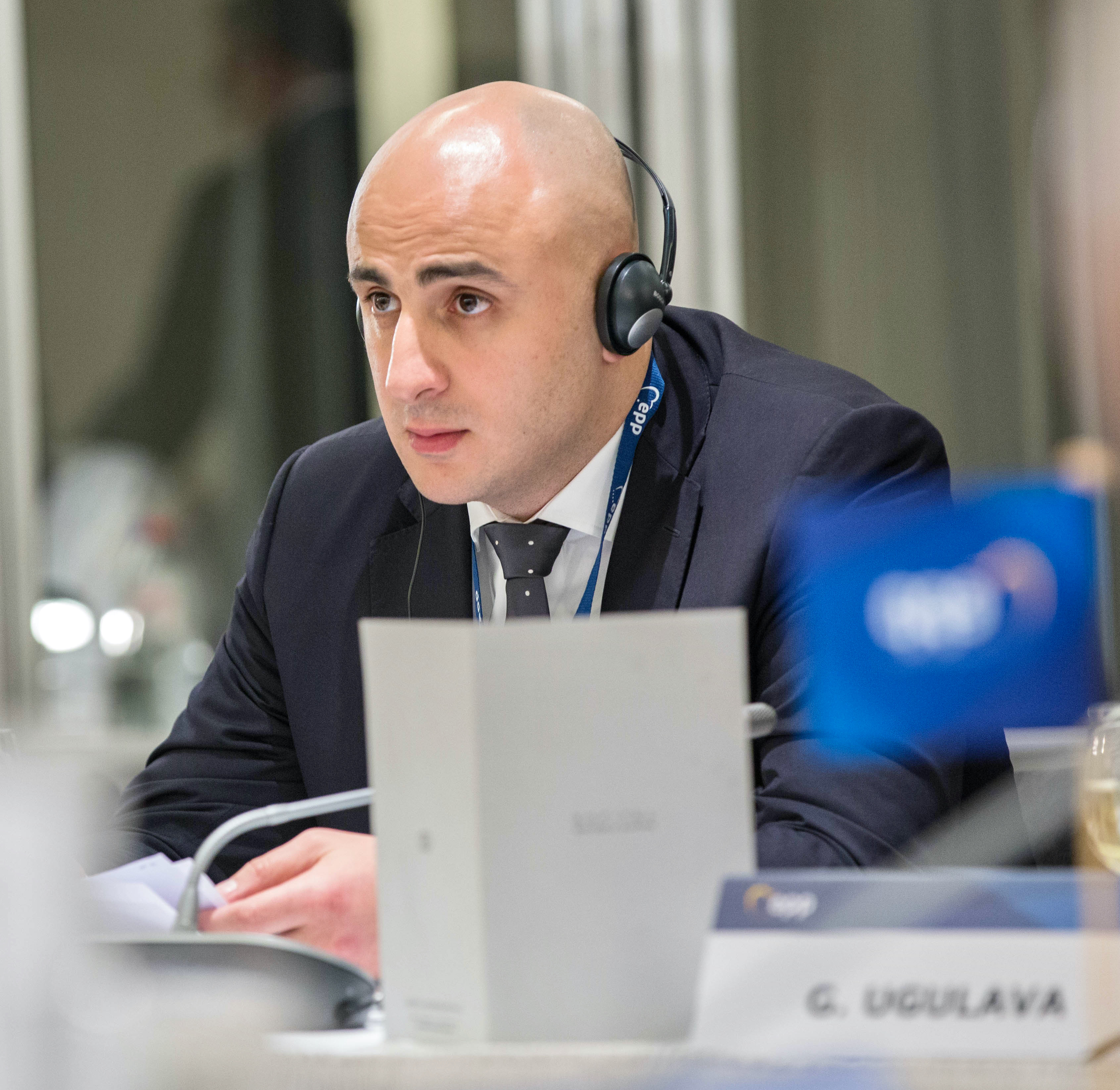

نيكانور ميليا (من مواليد 21 ديسمبر 1979م) هو سياسي جورجي ورئيس الحركة الوطنية المتحدة وهو عضو في برلمان جورجيا. كان عضوًا في برلمان جورجيا عن الحركة الوطنية المتحدة من 2016 إلى 2019 م، وحل محله بدري باسيشفيلي. وهو حاصل على درجة الماجستير في العلاقات الدولية من جامعة أكسفورد بروكس.
وهو مرشح المعارضة الوحيد الذي يحتل المركز الأول في أي من جولات 2020م الانتخابات التشريعية الجورجية ، لكنه قاطع ولم يشارك في الجولة الثانية.
في يونيو 2019م، أُفرج عنه بكفالة بعد اتهامه بتنظيم أو إدارة عنف جماعي أو المشاركة فيه ، خلال الاحتجاجات الجورجية في 20-21 يونيو في تبليسي.
في ديسمبر 2020م، بعد استقالة جريجول فاشادزه ، تم انتخابه رئيسًا للحركة الوطنية المتحدة